# Eugen Daub
Eugen Daub (* 1939 in Karlsruhe) ist ein deutscher Maler. Er begann 1969 als Autodidakt ernsthaft zu malen. Lebte von 1970 bis 1992 im Oberbergischen Kreis, zuletzt in Oberholzen. Seit 1992 lebt und arbeitet Eugen Daub in Torrevieja an der Costa Blanca.
Schon mit seinen ersten Einzelausstellungen fand er mit seinen Bildern ein starkes Echo in den Medien, es begann sich ein Kreis von Anhängern seines Stils zu bilden: Seine Bilder fesseln durch ihre leuchtende Farbigkeit – Kunst als Augenblicke der Berührung – Ein Maler von grandioser Urgewalt – waren nur einige der Kommentare der Kritiker.

## Ausstellungen (Auswahl)
- 1985 – Europäisches Parlament, Strassburg (Frankreich)
- 1985 – Innenministerium Bonn (Deutschland)
- 1986 – Fundacion Friedrich Ebert, Mexiko-Stadt (Mexiko)
- 1987 – Gallery Rhumbarallas, Melbourne (Australien)
- 1988 – Public Library, Wading River, New York (Vereinigte Staaten von Amerika)
- 1989 – Brenner´s Park Hotel, Baden-Baden (Deutschland)
- 1990 – Hotel American, Amsterdam (Niederlande)
- 1991 – Spielcasino, Amsterdam (Niederlande)
- 1991 – Galeria Belarte, Ascona (Schweiz)
- 1992 – Sheraton Hotel, München (Deutschland)
- 1993 – Bundesinnenministerium Bonn (Deutschland)
- 1994 – Casino Torrevieja, Torrevieja (Spanien)
- 1995 – Casino Costa Blanca, Benidorm (Spanien)
- 1998 – Sala de Arte Gomar, Madrid (Spanien)
- 2000 – Sala Jove, Alicante (Spanien)
- 2001 – Jacomart Gallery, Madrid (Spanien)
- 2001 – Hotel The Taj West End, Bangalore (Indien)
- 2002 – The Leela Palace, Bangalore (Indien)
- 2004 – Casino Torrevieja, Torrevieja (Spanien)
- 2004 – Galerie zum Hundertwasserhaus, Wien (Österreich)
- 2005 – Galerie im Amtshaus der Stadt Kraichtal, Kraichtal (Deutschland)
- 2006 – Sparkasse Wiehl, Wiehl (Deutschland)
- 2006 – Galerie in den Allianz Treptowers, Berlin (Deutschland)
- 2007 – Galerie und Goldschmiede Nitzschke, Karlsruhe (Deutschland)
- 2007 – Hotel zur Post, Wiehl (Deutschland)
- 2009 – Sparkasse Wiehl,("70" Jahre Eugen Daub), Wiehl (Deutschland)
- 2010 – Reinhard Mohn Institut für Corporate Governance und Unternehmensführung der Universität Witten/Herdecke, Witten (Deutschland)
- 2010 – Angetannte Kunst im Deutschen Bundestag, Berlin (Deutschland)
- 2011 – Reinhard Mohn Institut für Corporate Governance und Unternehmensführung der Universität Witten/Herdecke, Witten (Deutschland)
- 2011 – Angetannte Kunst in der Zentrale der Sparkasse Köln/Bonn, Köln (Deutschland)
- 2011 – Kunsthalle Drinhausen, Waldbröl (Deutschland)